# Siegfried II. (Lebenau)
Siegfried II. († 16. Dezember um 1163), aufgrund der Zählung in seinem Haus auch als Siegfried III. bezeichnet, entstammte dem Seitenzweig der Grafen von Lebenau des Hauses Spanheim. Nach dem Tod seines Vaters Siegfrieds I. von Lebenau folgte er diesem als Graf von Lebenau sowie Vogt der Klöster St. Emmeram und Seeon. Später erlangte er ebenso die Vogtei über das Salzburger Domkapitel.

## Leben und Wirken
Siegfried II. war das einzige Kind aus der Ehe Siegfrieds I. von Lebenau und Adelheids von Dießen.
Nach dem Tode seines Vaters folgte er diesem 1132 als neuer Graf von Lebenau sowie als Vogt von St. Emmeran und Seeon. Siegfried verlegte daraufhin den Großteil seines Herrschaftsraumes von Kärnten in das bayerisch-salzburgische Gebiet.
Um das Jahr 1140 befindet sich Siegfried im Gefolge des bayerischen Herzogs Leopold von Babenberg.
Am 18. November 1150 erlangte er die Vogteirechte des Salzburger Domkapitels für dessen Besitzungen im Chiemgau. Dies bedeutete einen immensen Macht- und Einflussgewinn des Grafengeschlechts. Es gelang ihm die Vogtei so zu sichern, dass sie seinem Geschlechte bis zu dessen Aussterben im Jahre 1229 verblieb.
Gemeinsam mit anderen Mitgliedern des Hauses Spanheim war Siegfried II. an einer Fehde gegen die Gurker Vögte, die Askuiner, beteiligt. Es gelang ihnen diese zu besiegen, woraufhin sie sich deren Besitzungen in der Untersteiermark aneigneten. Wie es zu diesem Konflikt jedoch kam und wie er genau verlief, ist unbekannt.
An einem 16. Dezember um das Jahr 1163 verstarb Siegfried II. Seine Nachfolge blieb zunächst ungeregelt, da seine beiden Söhne Siegfried III. und Otto I. zu diesem Zeitpunkt noch minderjährig gewesen sein müssen. Erst 1174 tritt sein ältester Sohn als Graf von Lebenau auf.

## Nachkommen
Siegfried II. war verheiratet mit Mathilde von Valley aus dem Hause der Wittelsbacher. Aus dieser Ehe entstammen folgende Kinder:
- Siegfried III. († 12. März 1190), Graf von Lebenau, ⚭ Kunigunde
- Otto I. († 8. März 1205), Graf von Lebenau, ⚭ 1. Ehe: Eufemia von Dornberg, ⚭ 2. Ehe: Sophie von Plain